# Bökesjön, Skåne
Bökesjön är en sjö i Lunds kommun i Skåne och ingår i Höje ås huvudavrinningsområde. Bökesjön ligger i Häckeberga-Skoggård Natura 2000-område. Sjön är 4,8 meter djup, har en yta på 0,015 kvadratkilometer och är belägen 24,3 meter över havet.